# Bitwa w wąwozie Kresna
Bitwa w wąwozie Kresna – bitwa w czasie II wojny bałkańskiej, stoczona w dniach 21–31 lipca 1913 roku, pomiędzy armią bułgarską a grecką w wąwozie Kresna w południowo-zachodniej Bułgarii.

## Przyczyny konfliktu
Po zatrzymaniu ofensywy serbskiej przeciwko Bułgarii i zwycięstwie Greków w bitwie pod Dojran, król Grecji Konstantyn I zdecydował się podjąć ofensywę na terytorium Bułgarii, z zamiarem opanowania stolicy tego państwa – Sofii. Ofensywę rozpoczęto mimo sprzeciwu premiera Eleftheriosa Venizelosa, który obawiał się, że Serbowie po uzyskaniu planowanych zdobyczy terytorialnych nie będą skłonni wesprzeć greckiej ofensywy.

## Siły obu stron
Do działań na kierunku bułgarskim dowództwo armii greckiej skierowało 7 dywizji piechoty i dywizję kawalerii (łącznie 80 batalionów). Siłami tymi dowodził osobiście król Konstantyn I. Siły bułgarskie w rejonie walk były liczniejsze – w centrum zgromadzono siły II armii (dow. gen. Nikoła Iwanow), na prawym skrzydle rozlokowano dwie dywizje i jedną brygadę piechoty wchodzące w skład IV armii bułgarskiej (dow. ugrupowania gen. Wiczo Dikow). Na lewym skrzydle operowały dwie grupy taktyczne: oddział Samokow (dow. gen. Rada Sirakow) i oddział Zachodnie Rodopy (gen. Wasił Dełow).

## Przebieg bitwy
W dniu 18 lipca oddziały greckie weszły w kontakt bojowy z jednostkami bułgarskimi zajmując pozycje do ataku na południe od wąwozu Kresna. Pozycje greckie zostały zaatakowane przez jednostki bułgarskie, które przybyły z frontu serbskiego. Po zaciętych walkach Grecy przedarli się przez przełęcz Kresna i zdobyły wieś Krupnik, a następnie 26 lipca miasto Simitli. W nocy 27/28 lipca jednostki armii greckiej dotarły w rejon Gornej Dżumaji, znajdującej się 76 km od Sofii. W walce o strategicznie położone wzgórze 1378 doszło do starcia między 1 pułkiem piechoty greckiej, a bułgarskim pułkiem gwardii – w trakcie walk oba pułki poniosły tak duże straty, że praktycznie przestały istnieć. 28 lipca Bułgarzy opuścili Gorną Dżumaję, ale zarazem rozpoczęli manewr oskrzydlający, zmierzający do okrążenia jednostek greckich na zachód od wąwozu Kresna. Co prawda jednostki greckie utrzymały swoje pozycje w rejonie Mehomii, ale kontrataki bułgarskie w rejonie Berowa ograniczyły możliwości odwrotu Grekom do jednej drogi. 31 lipca głównodowodzący sił greckich król Konstantyn uznał, że podległe mu oddziały są wyczerpane walką i poinformował premiera Venizelosa, aby ten rozpoczął działania zmierzające do zakończenia wojny.

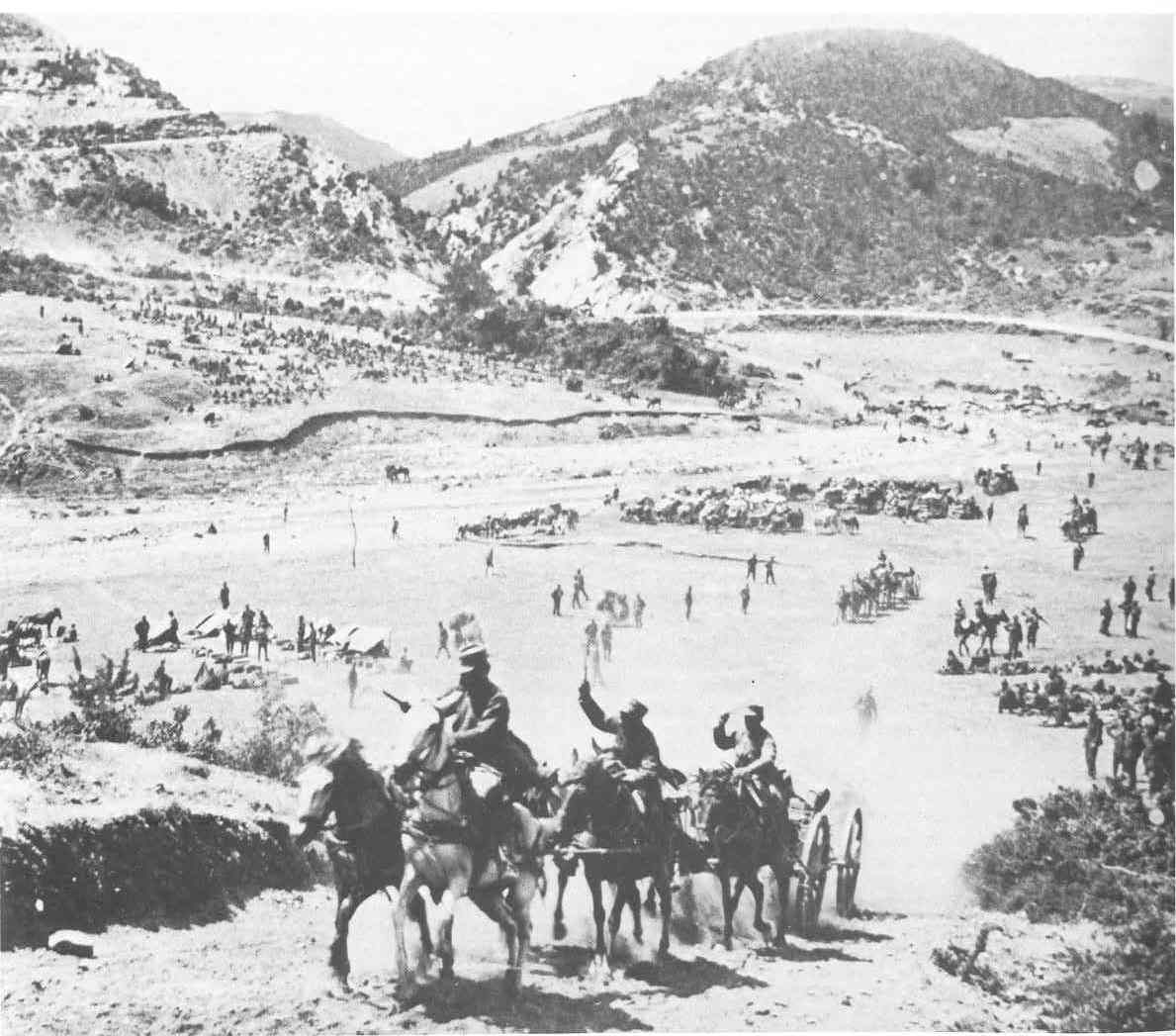
Oddziały greckie w wąwozie Kresna (1913)

## Konsekwencje bitwy
Bitwa w wąwozie Kresna była ostatnim większym starciem w II wojnie bałkańskiej. Obie strony uznawały się za zwycięzców w bitwie. Armii bułgarskiej nie udało się okrążyć Greków, co z perspektywy Aten zostało uznane za sukces skutecznych działań obronnych. Z perspektywy Sofii zatrzymanie ofensywy greckiej na Sofię uznano za zwycięstwo w bitwie.